# Góry Czukockie
Góry Czukockie (ros. Чукотское нагорье, Чукотский хребет, przest. Góry Anadyrskie (ros. Анадырский хребет)) – łańcuch górski w azjatyckiej części Rosji, w Czukockim Okręgu Autonomicznym. Średnia wysokość 700–800 m n.p.m. Najwyższym szczytem jest Ischodnaja 1843 (1887) m n.p.m. w paśmie Czantalskij chriebiet.

## Geologia i geografia
Są to mezozoiczne góry fałdowe ciągnące się równolegle do wybrzeża Morza Czukockiego, między Zatoką Czauńską a Cieśniną Beringa. Od południa ogranicza je dolina Anadyru. Stanowią fragment działu wodnego między zlewiskami Oceanu Arktycznego i Oceanu Spokojnego. Grzbiety północne tworzą głównie piaskowce i łupki, a południowe skały wulkaniczne. Występują tu złoża cyny, rtęci, węgla.
Łańcuch składa się z kilkunastu pasm górskich o łącznej długości około 900 km. Licząc od zachodu są to m.in.: Szełagskij chriebiet, Iczuwiejemskij kriaż, Ekiatapskij chriebiet, Pegtymelskij chriebiet, Palawamskij chriebiet,  Czantalskij chriebiet, Ekitykskij chriebiet, Iskatień i Tienkanyj chriebiet. Na południe od głównego grzbietu odchodzi kilka bocznych pasm. Są to m.in. Osynowskij chriebiet, Pekulnej, Uszkanyj kriaż i Zołotoj chriebiet.

## Klimat
Zimy długie, trwają 7–8 miesięcy, lata krótkie, chłodne. Średnia temperatura w styczniu od -15 °C na południowym wschodzie do -30 °C na północnym zachodzie, w lipcu do 10 °C na północy. Średnia roczna suma opadów 250–400 mm. 

## Przyroda
Dolną strefę gór zajmuje sosna syberyjska oraz olcha. W niektórych miejscach lasy modrzewiowe. Wyżej na stokach tundra i zarośla turzyc, Na szczytach pustynia lodowa.